# Michel Dion
Pour les articles homonymes, voir Dion.
Michel Dion (né le 11 février 1954 à Granby, dans la province de Québec au Canada) est un joueur professionnel de hockey sur glace. Il évoluait en tant que gardien de but en Amérique du Nord. Il est actuellement instructeur de golf en Caroline du Sud.

## Carrière
Il commence sa carrière avec le Canadien junior de Montréal dans l'Association de hockey de l'Ontario en 1969. Durant la même période, en 1972, Il joue au baseball professionnellement pour les équipes mineures affiliées aux Expos de Montréal. Il joue avec les Expos de Cocoa et les Expos de West Palm Beach. Après cet essai, il décide de se concentrer sur le hockey. Il rejoint l'Association mondiale de hockey à la suite du repêchage amateur de l'association en 1974. À cette occasion, il est choisi par les Racers d'Indianapolis en tant que 150e choix (onzième ronde). Il joue tout de même son premier match dans l'AMH lors de saison qui suit.
En 1975-1976, il est le gardien titulaire des Racers et reçoit le trophée Ben-Hatskin du meilleur gardien de l'AMH. Deux saisons plus tard, en 1977, il signe avec les Stingers de Cincinnati en tant qu'agent libre. Il joue avec la franchise jusqu'à la fin de la saison 1978-1979, dernière saison de l'AMH. À la suite de la disparition de l'AMH certaines équipes sont acceptées dans la Ligue nationale de hockey - c'est le cas des Nordiques de Québec, des Oilers d'Edmonton, des Jets de Winnipeg et des Whalers de la Nouvelle-Angleterre - tandis que les deux autres franchises sont dissoutes. Les joueurs de Cincinnati sont alors dispersés dans les différentes franchises de la LNH. Au cours de ce repêchage de dispersion, Dion est choisi par les Nordiques.
Le 13 octobre 1979, il est devant le filet lors du premier match des Nordiques contre les Canadiens de Montréal au Forum de Montréal. Les Canadiens remportent le match 3-1. Il joue alors une cinquantaine de matchs de la première saison de l'équipe dans la LNH, sauvant assez souvent une équipe décimée par les blessures. La saison suivante, le 10 décembre 1980, lors d'un match contre les Bruins de Boston au Colisée de Québec, il abandonne son filet après un but des Bruins pour se rendre au vestiaire. L'incident se produit à 8 minutes du début de la deuxième période. L'entraîneur Michel Bergeron déclare : « Après ce qu'il vient de faire, je ne veux plus le revoir avec mon club ». Dion était frustré par la qualité du jeu et il ne dispute qu’un seul autre match avec les Nordiques avant d'être vendu en février aux Jets de Winnipeg. Laissé libre par les Jets, il signe en tant qu'agent libre au cours du mois de juin avec les Penguins de Pittsburgh pour qui il joue jusqu'à sa retraite en 1985. Au cours de sa première saison avec les Penguins, il totalise 25 victoires et est sélectionné pour jouer le 34e Match des étoiles de la Ligue nationale de hockey.

## Trophées et honneurs personnels
- Association mondiale de hockey
  - 1975-1976 - trophée Ben-Hatskin
- Ligue nationale de hockey
  - Sélectionné pour jouer le 34e Match des étoiles.

## Statistiques
Pour les significations des abréviations, voir statistiques du hockey sur glace.

Au cours de sa carrière, il a joué 227 matchs dans la LNH pour 5 matchs de séries éliminatoires et 60 victoires.
| Saison     | Équipe                       | Ligue      |     | Saison régulière | Saison régulière | Saison régulière | Saison régulière | Saison régulière | Saison régulière | Saison régulière | Saison régulière | Saison régulière | Saison régulière |   | Séries éliminatoires | Séries éliminatoires | Séries éliminatoires | Séries éliminatoires | Séries éliminatoires | Séries éliminatoires | Séries éliminatoires | Séries éliminatoires | Séries éliminatoires |
| Saison     | Équipe                       | Ligue      | PJ  | V                | D                | Pr/N             | Min              | BC               | Moy              | % Arr            | Bl               | Pun              | PJ               | V | D                    | Min                  | BC                   | Moy                  | % Arr                | Bl                   | Pun                  |                      |                      |
| 1969-1970  | Canadien junior de Montréal  | OHA        | 8   |                  |                  |                  | 430              | 39               | 5,44             |                  | 0                | 0                | -                | - | -                    | -                    | -                    | -                    | -                    | -                    | -                    |                      |                      |
| 1970-1971  | Canadien junior de Montréal  | OHA        | 13  |                  |                  |                  | 774              | 56               | 4,34             |                  | 0                |                  | -                | - | -                    | -                    | -                    | -                    | -                    | -                    | -                    |                      |                      |
| 1972-1973  | Bleu-Blanc-Rouge de Montréal | LHJMQ      | 8   |                  |                  |                  | 479              | 39               | 4,88             |                  | 0                | 2                | -                | - | -                    | -                    | -                    | -                    | -                    | -                    | -                    |                      |                      |
| 1973-1974  | Bleu-Blanc-Rouge de Montréal | LHJMQ      | 31  |                  |                  |                  | 1 840            | 135              | 4,4              |                  | 0                | 4                | 1                |   |                      |                      | 60                   | 4                    | 4                    |                      | 0                    |                      |                      |
| 1974-1975  | Racers d'Indianapolis        | AMH        | 1   | 0                | 1                | 0                | 59               | 4                | 4,07             | 89,5             | 0                | 0                | -                | - | -                    | -                    | -                    | -                    | -                    | -                    | -                    |                      |                      |
| 1974-1975  | Comets de Mohawk Valley      | NAHL       | 28  | 10               | 12               | 2                | 1 476            | 96               | 3,9              |                  | 0                | 0                | 3                |   |                      |                      | 189                  | 9                    | 3                    |                      | 0                    |                      |                      |
| 1975-1976  | Comets de Mohawk Valley      | NAHL       | 22  | 9                | 11               | 1                | 1 295            | 83               | 3,84             |                  | 0                | 0                | -                | - | -                    | -                    | -                    | -                    | -                    | -                    | -                    |                      |                      |
| 1975-1976  | Racers d'Indianapolis        | AMH        | 31  | 14               | 15               | 1                | 1 860            | 85               | 2,74             | 91               | 0                | 2                | 3                | 0 | 2                    |                      | 126                  | 5                    | 2,38                 |                      | 0                    |                      |                      |
| 1976-1977  | Racers d'Indianapolis        | AMH        | 42  | 17               | 19               | 3                | 2 286            | 128              | 3,36             | 89,1             | 1                | 0                | 4                | 2 | 2                    |                      | 245                  | 17                   | 4,16                 |                      | 0                    |                      |                      |
| 1977-1978  | Stingers de Cincinnati       | AMH        | 45  | 21               | 17               | 1                | 2 356            | 140              | 3,57             | 88,5             | 4                | 26               | -                | - | -                    | -                    | -                    | -                    | -                    | -                    | -                    |                      |                      |
| 1978-1979  | Stingers de Cincinnati       | AMH        | 30  | 10               | 14               | 2                | 1 681            | 93               | 3,32             | 87,3             | 0                | 2                | -                | - | -                    | -                    | -                    | -                    | -                    | -                    | -                    |                      |                      |
| 1979-1980  | Nordiques de Québec          | LNH        | 50  | 15               | 25               | 6                | 2 765            | 171              | 3,71             | 88,8             | 2                | 8                | -                | - | -                    | -                    | -                    | -                    | -                    | -                    | -                    |                      |                      |
| 1980-1981  | Nordiques de Québec          | LNH        | 12  | 0                | 8                | 3                | 686              | 61               | 5,34             | 82,6             | 0                | 0                | -                | - | -                    | -                    | -                    | -                    | -                    | -                    | -                    |                      |                      |
| 1980-1981  | Jets de Winnipeg             | LNH        | 14  | 3                | 6                | 3                | 756              | 61               | 4,84             | 86,4             | 0                | 2                | -                | - | -                    | -                    | -                    | -                    | -                    | -                    | -                    |                      |                      |
| 1980-1981  | Checkers d'Indianapolis      | LCH        | 6   | 2                | 3                | 0                | 364              | 19               | 3,13             | 85,6             | 0                | 0                | -                | - | -                    | -                    | -                    | -                    | -                    | -                    | -                    |                      |                      |
| 1981-1982  | Penguins de Pittsburgh       | LNH        | 62  | 25               | 24               | 12               | 3 572            | 226              | 3,8              | 87,8             | 0                | 4                | 5                | 2 | 3                    |                      | 310                  | 22                   | 4,25                 | 0,88                 | 0                    |                      |                      |
| 1982-1983  | Penguins de Pittsburgh       | LNH        | 49  | 12               | 30               | 4                | 2 780            | 198              | 4,27             | 86,8             | 0                | 8                | -                | - | -                    | -                    | -                    | -                    | -                    | -                    | -                    |                      |                      |
| 1983-1984  | Penguins de Pittsburgh       | LNH        | 30  | 2                | 19               | 4                | 1 551            | 138              | 5,34             | 85,2             | 0                | 2                | -                | - | -                    | -                    | -                    | -                    | -                    | -                    | -                    |                      |                      |
| 1984-1985  | Penguins de Pittsburgh       | LNH        | 10  | 3                | 6                | 0                | 550              | 43               | 4,69             | 86,3             | 0                | 0                | -                | - | -                    | -                    | -                    | -                    | -                    | -                    | -                    |                      |                      |
| 1984-1985  | Skipjacks de Baltimore       | LAH        | 21  | 10               | 6                | 2                | 1 118            | 65               | 3,49             | 88,2             | 0                | 8                | 5                | 2 | 2                    |                      | 229                  | 9                    | 2,36                 |                      | 0                    |                      |                      |
| Totaux LNH | Totaux LNH                   | Totaux LNH | 227 | 60               | 118              | 32               | 12 659           | 898              | 4,26             | 87,4             | 2                | 24               | 5                | 2 | 3                    |                      | 310                  | 22                   | 4,25                 |                      | 0                    |                      |                      |
| Totaux AMH | Totaux AMH                   | Totaux AMH | 149 | 62               | 66               | 7                | 8 242            | 450              | 3,28             | 89,1             | 5                | 30               | -                | - | -                    | -                    | -                    | -                    | -                    | -                    | -                    |                      |                      |